# 2016 FE59
2016 FE59, também escrito como 2016 FE59, é um objeto transnetuniano que está localizado no cinturão de Kuiper, uma região do Sistema Solar. Este corpo celeste é classificado como provável cubewano. Ele possui uma magnitude absoluta de 8,6 e tem um diâmetro estimado de 84 km.

## Descoberta
2016 FE59 foi descoberto no dia 28 de março de 2016 pelo DECam.

## Órbita
A órbita de 2016 FE59 tem uma excentricidade de 0,097 e possui um semieixo maior de 42,015 UA. O seu periélio leva o mesmo a uma distância de 37,939 UA em relação ao Sol e seu afélio a 46,090 UA.